# 쇼지 유코
쇼지 유코(일본어: 庄司祐子, 1984년 2월 22일 ~ )는 일본의 그라비아 아이돌, 방송인 출신의 기업인이다. 그라비아 아이돌로 활동했을 때는 이름을 庄司ゆうこ로 표기했다. 2008년 4월부터 방송한 《오네가이! 마스캇토》에 출연했으며, 에비스 마스캇츠의 결성 멤버로서 활동했다. 2010년 6월 요가 자격증을 취득했고, 9월 주식회사 POSITIVE STAR YOGA를 설립해 대표 이사에 취임했다. 2010년 10월 시부야에 요가 교실을 개설해 운영해오고있으며, 요가에 전념하기 위해 2012년을 마지막으로 그라비아 아이돌에서 은퇴했다.

## 같이 보기
- 그라비아 아이돌
- 오네가이! 마스캇토
- 에비스 마스캇츠